# Sigebert d'Essex
|  | Per a altres significats, vegeu «Sigebert II d'Essex». |

Sigebert I (o Sigeberht), dit el Petit, va ser rei d'Essex, després que anteriorment el govern el país estigués compartit pels tres fills de Saebert. La data aproximada del seu regnat va del 623 al 653.
La informació sobre aquest rei és escassa. Hi va haver un Sigeberht, fill del Sæward que va morir en la batalla contra Wessex de l'any 623, i el pare d'un altre rei anomenat Sighere també es deia Sigeberht, però la historiadora Yorke creu que no es tracta de la mateixa persona i que el pare de Sighere era Sigeberht el Bo.
Sigeberht el Petit es considera que era un rei pagà i probablement un aliat de Penda de Mèrcia l'any 635, un rei que també era pagà.
A la seva mort va ser succeït pel seu parent, Sigeberht el Bo.